# Oecomys phaeotis
Oecomys phaeotis är en däggdjursart som först beskrevs av Thomas 1901.  Oecomys phaeotis ingår i släktet Oecomys och familjen hamsterartade gnagare. IUCN kategoriserar arten globalt som livskraftig. Inga underarter finns listade i Catalogue of Life.
Denna gnagare förekommer i Peru vid östra Anderna. Arten vistas i regioner som ligger 1500 till 2500 meter över havet. Oecomys phaeotis lever i skogar, är aktiv på natten och klättrar i växtligheten.